# های اسپرینگز (فلوریدا)
های اسپرینگز (به انگلیسی: High Springs) شهری در شهرستان آلاچوا ایالت فلوریدا است که در سال ۱۸۹۲ بنیان‌گذاری شده‌است. این شهر طبق سرشماری سال ۲۰۱۰ میلادی، ۵٬۳۵۰ نفر جمعیت داشته و مساحت آن نیز ۴۷٫۹ کیلومتر مربع است.